# Gurahonț
Gurahonț is een Roemeense gemeente in het district Arad.
Gurahonț telt 4284 inwoners.